# Aphodius punctipennis
Aphodius punctipennis es una especie de coleóptero de la familia Scarabaeidae.

## Distribución geográfica
Habita en Europa Central, Asia Central y la Transcaucasia.